# Palazzo dei Musei (Modena)
Il Palazzo dei Musei è un edificio di Modena. Attualmente ospita le Gallerie Estensi, il Museo Civico, l'Archivio Storico Comunale e la Biblioteca di Storia dell'Arte "Luigi Poletti".

## Storia
Nel 1764 il Duca Francesco III d'Este diede ordine di costruire in Piazza Sant'Agostino un "Grande Albergo dei Poveri" nel quale riunire e accogliere le Opere Pie della città di Modena.
Tale operazione si comprende in una più generale politica di riforma sociale e di rinnovamento per far fronte ai numerosi problemi di ordine pubblico e di risanamento della città, come già accadde nel 1753 con la costruzione del Grande Ospedale affacciato sulla medesima piazza. Il primo nucleo dell'“Albergo dei Poveri”, progettato dall'architetto modenese Pietro Termanini, si ricavò negli spazi liberati dell'Arsenale estense a cui seguirono quelli del Convento degli Agostiniani e della chiesa annessa. Le finalità della nuova costruzione, conclusasi nel 1771, erano sia assistenziali che educative, provvedendo al sostentamento dei diseredati e al loro impiego. Nel 1788 il Duca Ercole III d'Este, successore a Francesco III, trasformò il “Grande Albergo” in “Albergo delle Arti”, accogliendovi l'insegnamento di attività prossime alla scomparsa tra cui quelle della lavorazione delle stoffe. Col passare degli anni l'edificio visse stagioni di cambiamenti e trasformazioni: dalla sospensione dei sussidi agli indigenti che vi lavoravano in seguito all'arrivo delle truppe napoleoniche, a luogo di residenza militare di ufficiali estensi, quindi a sede del Ricovero Provinciale di Mendicità.
Dopo l'Unità d'Italia, la volontà di riunire i diversi istituti conservativi e culturali della città all'interno dell'Albergo Arti, spinse alla firma, nel 1868 a Firenze, della prima stipula tra il Governo Italiano e l'Arciduca Francesco V d'Este per collocarvi i Musei Estensi, così da cedere il Palazzo Ducale di Modena alla Scuola Militare. Nel 1881 l'edificio venne quindi acquistato dal Comune di Modena che vi collocò la Biblioteca Civica d'Arte Luigi Poletti, l'Archivio Comunale e il Museo civico di Modena.